# Trèfle de l'ouest
Trifolium occidentale
Espèce
Classification phylogénétique
Le trèfle de l'ouest (Trifolium occidentale Coombe 1961) est une espèce de plantes à fleurs du genre Trifolium et de la famille des Fabacées (légumineuses). C'est une plante basse. Ses fleurs sont blanches, comme celles du trèfle blanc avec lequel il a été longtemps confondu. Cette espèce vit presque exclusivement sur les falaises maritimes, sur le littoral atlantique de l'Europe.

## Description

### Écologie et habitat
Le trèfle de l'ouest ne se trouve qu'au voisinage du littoral, dans l'ouest de l'Europe. Son aire de distribution s'étend du sud des Îles Britanniques, où il est rare, au nord-ouest de la péninsule Ibérique. En France, on ne le rencontre que sur les rivages du Massif armoricain, de la pointe de Barfleur (Manche) à la région de Lorient (Morbihan).
Il habite les pelouses aérohalines sèches des falaises maritimes ainsi que les pelouses dunaires.